# Пелусій
Пелу́сій (лат. Pelusium, грец. Πηλούσιον; араб. الفرما; івр. סין) — давньоєгипетське місто й фортеця на крайньому сході дельти Нілу.

## Географія
Місто-фортеця Пелусій розташовувалось у Нижньому Єгипті, за 30 км на південний схід від сучасного Порт-Саїда, на крайньому східному рукаві Нілу в його дельті.

## Історія
У Біблії Пелусій згадується як «Сін, фортеця Єгипту» (Єз. 3015).
Після перемоги над єгиптянами у битві при Пелусії 525 року до н. е. цар Персії Камбіс II зайняв та зруйнував Тель ель-Машуту, а потім підкорив і весь Єгипет. Після взяття Мемфіса Камбіс II скинув фараона Псамметіха III та зійшов на єгипетський престол.
48 року до н. е. в Пелусії був убитий видатний римський воєначальник і політик Гней Помпей. 35 року до н. е. місто зайняла армія Марка Антонія. 1117 року Пелусій був ущент зруйнований хрестоносцями за наказом короля Єрусалимського Балдуїна I (який невдовзі там же і помер, отруївшись рибою).
Нині Пелусій формально є центром однієї з єпархій Александрійської православної церкви та титулярною архієпархією Римо-католицької церкви.
Розташовані поблизу руїни стародавнього міста нині вивчає австралійська археологічна експедиція.